# Difenhidramin
Difenhidramin (DPH, DHM, Dimedrol, Daedalon) je prva generacija antihistamina koji su posedovali antiholinergične, antitusivne, antiemetičke, i sedativne osobine, i koji su uglavnom korišteni za tretiranje alergija. Poput većine drugih antihistamina prve generacije, ovaj lek takođe ima jako hipnotičko dejstvo, i iz tog razloga se često koristio kao sredstvo za spavanje dostupno na slobodno; posebno u obliku difenhidramin citrata. On je takođe dostupan kao generički lek. On se može naći u mnogim drugim proizvodima, kao što su Nitol, Unisom, Tajlenol PM, Ekscedrin PM, Midol PM, Zzzquil i Advil PM. Difenhidramin se može koristiti za lečenje ekstrapiramidalnih nuspojava mnogih antipsihotika, kao što su tremori koje možed da uzrokuje haloperidol. Difenhidramin u obliku injekcije se može koristiti za anafilaktičke reakcije) na alergene kao što su ubod pčele, kikiriki, ili lateks, čime se izbegava izlaganje nuspojavama epinefrina. Difenhidramin je član etanolaminske klase antihistaminergičkih agenasa.
Difenhidramin je bio jedan od prvih poznatih antihistamina. On je otkriven 1943. On je postao prvi antihistamin odobren od strane FDA (1946).

## Literatura
- Charlton BG (2005). „Self-management of psychiatric symptoms using over-the-counter (OTC) psychopharmacology: the S-DTM therapeutic model--Self-diagnosis, self-treatment, self-monitoring”. Med. Hypotheses. 65 (5): 823—8. PMID 16111835. doi:10.1016/j.mehy.2005.07.013.
- Lieberman JA (2003). „History of the use of antidepressants in primary care”. Primary Care Companion, J. Clinical Psychiatry. 5 (supplement 7).

## Spoljašnje veze
- [https://web.archive.org/web/20110715072046/http://media.pfizer.com/files/products/uspi_benadryl.pdf
- [http://www.umm.edu/drug/notes/Diphenhydramine-By-mouth.htm
- [http://news.bbc.co.uk/1/hi/england/london/7496316.stm

|  | Molimo Vas, obratite pažnju na važno upozorenje u vezi sa temama iz oblasti medicine (zdravlja). |